# 死亡海岸

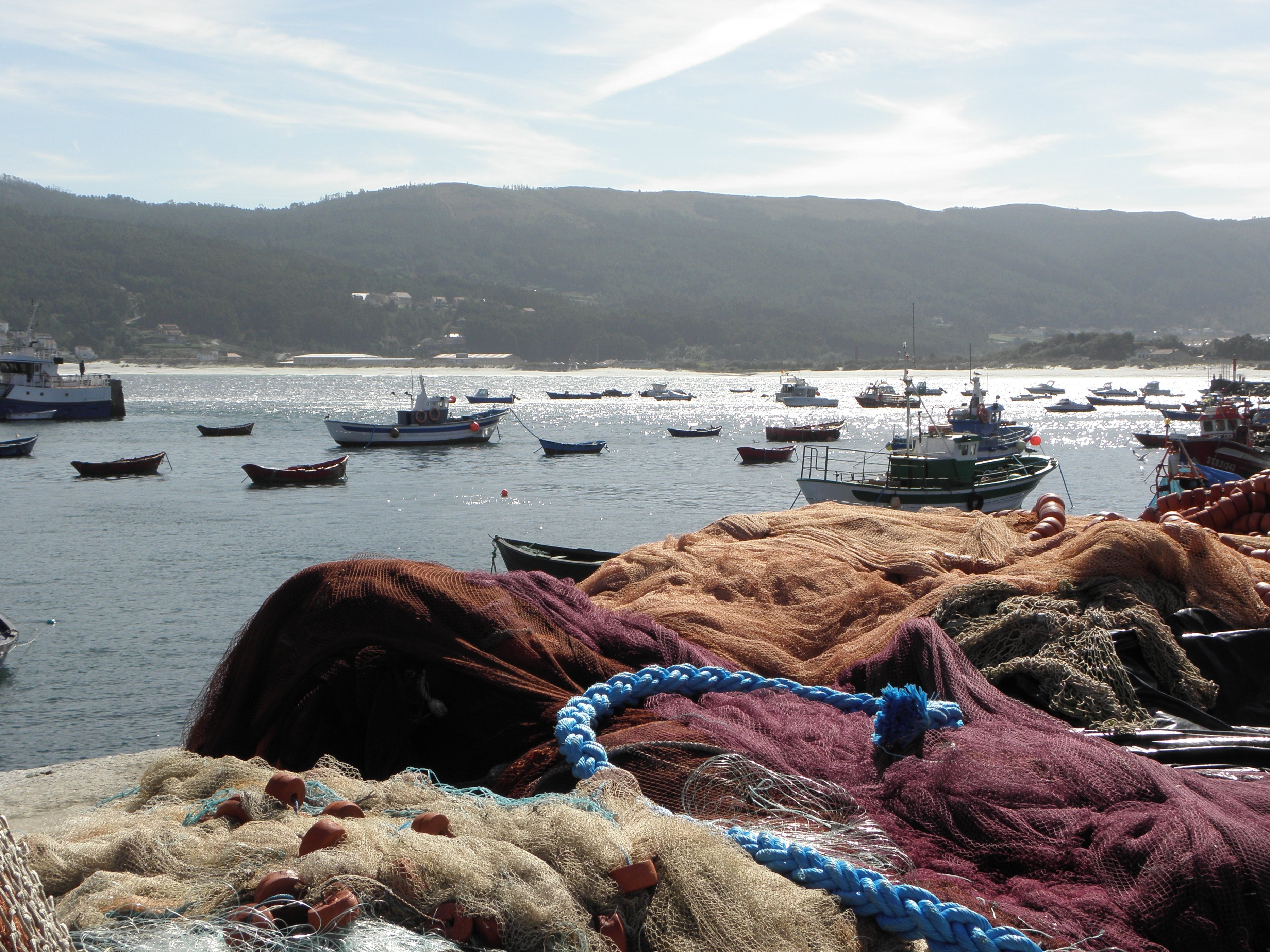
死亡海岸

死亡海岸（西班牙語：Costa de la Muerte）是位於西班牙加利西亚穆罗斯至马尔皮卡-德贝甘蒂尼奥斯的一段海岸。死亡海岸附近海域經常出現沉船事故，所以得名「死亡海岸」。2002年，威望號油輪曾在死亡海岸附近漏油。

## 死亡海岸的周邊地方
- 拉科鲁尼亚
- 贝尔甘蒂尼奥斯县
- 卡马里尼亚斯
- 穆希亚
- 菲尼斯特雷县